# Миклос, Андреа
Андреа Миклос (рум. Andrea Miklós; род. 17 апреля 1999, Клуж-Напока, Румыния) — румынская легкоатлетка, специализирующаяся в беге на 400 метров. Бронзовый призёр чемпионата мира в помещении 2016 года в эстафете 4×400 метров. Участница летних Олимпийских игр 2016 года.

## Биография
Дебютировала на международной арене в 2015 году, когда стала седьмой в финале юношеского чемпионата мира в беге на 400 метров. На Европейском юношеском олимпийском фестивале в Тбилиси завоевала золотую медаль.
В марте 2016 года в возрасте 16 лет впервые была включена во взрослую сборную страны. На чемпионате мира в помещении выступила в эстафете 4×400 метров, где помогла команде выиграть бронзовые медали.
Выиграла бег на 400 метров на юношеском чемпионате Европы с личным рекордом 52,70.
Участвовала в Олимпийских играх в Рио-де-Жанейро, где не смогла выйти в финал эстафеты 4×400 метров (румынки показали только 14-е время по итогам предварительных забегов).

## Основные результаты
| Год  | Турнир                          | Место проведения         | Дисциплина               | Место       | Результат |
| ---- | ------------------------------- | ------------------------ | ------------------------ | ----------- | --------- |
| 2015 | Чемпионат мира среди юношей     | Кали, Колумбия           | 400 м                    | 7-е         | 53,29     |
| 2015 | Чемпионат мира среди юношей     | Кали, Колумбия           | эстафета 4×400 м (смеш.) | 8-е         | 3.31,94   |
| 2015 | Европейский юношеский фестиваль | Тбилиси, Грузия          | 400 м                    | 1-е         | 53,68     |
| 2015 | Европейский юношеский фестиваль | Тбилиси, Грузия          | эстафета 4×100 м         | 9-е (заб.)  | 48,13     |
| 2016 | Чемпионат мира в помещении      | Портленд, США            | эстафета 4×400 м         | 3-е         | 3.31,51   |
| 2016 | Чемпионат Европы                | Амстердам, Нидерланды    | эстафета 4×400 м         | 8-е         | 3.30,63   |
| 2016 | Чемпионат Европы среди юношей   | Тбилиси, Грузия          | 400 м                    | 1-е         | 52,70     |
| 2016 | Олимпийские игры                | Рио-де-Жанейро, Бразилия | эстафета 4×400 м         | 14-е (заб.) | 3.29,87   |